# Blood Follows
Blood Follows är en roman av den kanadensiska författaren Steven Erikson.
Novellen utspelar sig i en stad där mystiska mord begås och ingen förövare kan hittas.